# Karbenoidy
Karbenoidy jsou reaktivní meziprodukty chemických reakcí, s vlastnostmi podobnými karbenům. V Simmonsových–Smithových reakcích se vytvářejí karbenoidové komplexy zinku a jodu tohoto typu:
I-CH2-Zn-I
Tyto komplexy ragují s alkeny za tvorby cyklopropanů podobně jako karbeny.
Karbenoidy jsou meziprodukty i mnoha jiných reakcí; příkladem může být vznik karbenoidového chloralkyllithného činidla ze sulfoxidu a t-BuLi, které reaguje s boronátovým esterem za vzniku átového komplexu. Átový komplex projde 1,2-metalátovým přesmykem a vytvoří se homologovaný produkt, jenž se nakonec oxiduje na sekundární alkohol.
Enantiomerní čistota chirálního sulfoxidu je u výsledného produktu po oxidaci boronátového esteru na alkohol zachována, což naznačuje, že se procesu neúčastní skutečný karben.